# Carmen-Rennechse
Die Carmen-Rennechse (Aspidoscelis carmenensis) ist eine Echsenart aus der Familie der Schienenechsen. Sie ist auf der Isla Carmen im Golf von Kalifornien endemisch.

## Merkmale
Ausgewachsene Carmen-Rennechsen erreichen im Durchschnitt eine Kopf-Rumpf-Länge von 70 mm (der Holotypus misst 55 mm). Es gibt zwei bis vier (gewöhnlich drei) Subokularschilde und 72 bis 88 in Längsreihen angeordnete Dorsalschuppen. Die Schuppen am vorderen Mittelteil des Brustkorbs sind klein. Es gibt 14 bis 21 Femoralporen und 25 bis 32 Fußlamellen an der vierten Zehe. Die Färbung ist im Allgemeinen verwaschen. Die dorsale Grundfärbung am Kopf und am Körper ist dunkelbraun, die der Gliedmaßen und des Schwanzes ist dunkel schiefergrau. Fünf (selten sechs) blasse Streifen sind in der Körpermitte vorhanden. Ein schwach definierter vertebraler Streifen gabelt sich vorne an den Ansatzstellen der vorderen Gliedmaßen. Ein Paar von dunklen dorsolateralen Streifen und ein Paar von weißen Seitenstreifen sind vorhanden. Am Schwanz gibt es keine Streifung. Die paravertebralen Bereiche sind einfarbig graubraun, die dorsolateralen Bereiche sind einfarbig hellbraun. Die Gliedmaßen sind einfarbig. Der Bauch ist blaugrau bis himmelblau mit gelegentlichen orangefarbenen Pigmenten in der Femoralregion. Bei den Schlüpflingen und juvenilen Tieren ist die allgemeine Färbung und die Musterung heller und lebhafter. Der Schwanz ist helltürkis.

## Systematik
Basierend auf einem Holotypus, der 1911 von Charles Haskins Townsend gesammelt wurde, beschrieb Mary Cynthia Dickerson diese Art im Jahr 1919 als Verticaria caerulea.  1931 wurde sie von Charles E. Burt in die Gattung Cnemidophorus gestellt und als Unterart Cnemidophorus hyperythrus caeruleus klassifiziert. 1986 stellten Thomas Paul Maslin, Jr. & Diane M. Secoy fest, dass der Name nicht ICZN konform war, da er bereits 1768 von Josephus Nicolaus Laurenti für die kongenerische Art Seps caerueleus (heute Cnemidophorus lemniscatus) vergeben wurde und somit als sekundäres Juniorsynonym gilt. Sie wählten daher die neuen Namen Cnemidophorus hyperythrus carmenensis comb nov., wobei sich das Artepitheton auf die Isla Carmen bezieht.  1999 erhielt sie von Larry Lee Grismer erneut Artstatus  und im Jahr 2008 wurde sie von Ernest Liner und Gustavo Casas-Andreu in die Gattung Aspidoscelis gestellt.

## Lebensraum
Die Isla Carmen wird von der Vegetation der zentralen Golfküstenregion dominiert, wo die Carmen-Rennechse am häufigsten in den niedrig gelegenen, flachen Bereichen zu finden ist. Ihr Lebensraum umfasst Bestände von zahlreichen Straucharten, darunter Larrea tridentata, Jatropha cunneata, Stenocercus gummosus und Cylindropuntia cholla. Die Wurzeln dieser Pflanzen bieten reichlich Deckung für die Nahrungssuche. Man kann die Rennechsen häufig dabei beobachten, wie sie von Strauch zu Strauch wechseln. Sie kommen auch in den felsigen Ausläufern der steilen, bergigen Achse der Insel vor, obwohl sie in solchen Gebieten nicht häufig sind.

## Lebensweise
Die Carmen-Rennechse ist ganzjährig aktiv, mit einem Aktivitätshöhepunkt von März bis Anfang November. Von Mitte November bis Februar sind Schlüpflinge und Jungtiere die am häufigsten zu beobachtende Altersklasse. Die Art ist tagaktiv und sonnt sich morgens am Rand der Vegetation, unter der sie nach kleinen Wirbellosen sucht.